# فرماندهی عملیات ویژه دانمارک
فرماندهی عملیات ویژه دانمارک (دانمارکی: Special operations kommandoen) یگان نیروهای ویژه زیرمجموعه نیروهای دفاعی دانمارک است، که در سال ۲۰۱۴ تأسیس شد.